# Gabriele Dietze

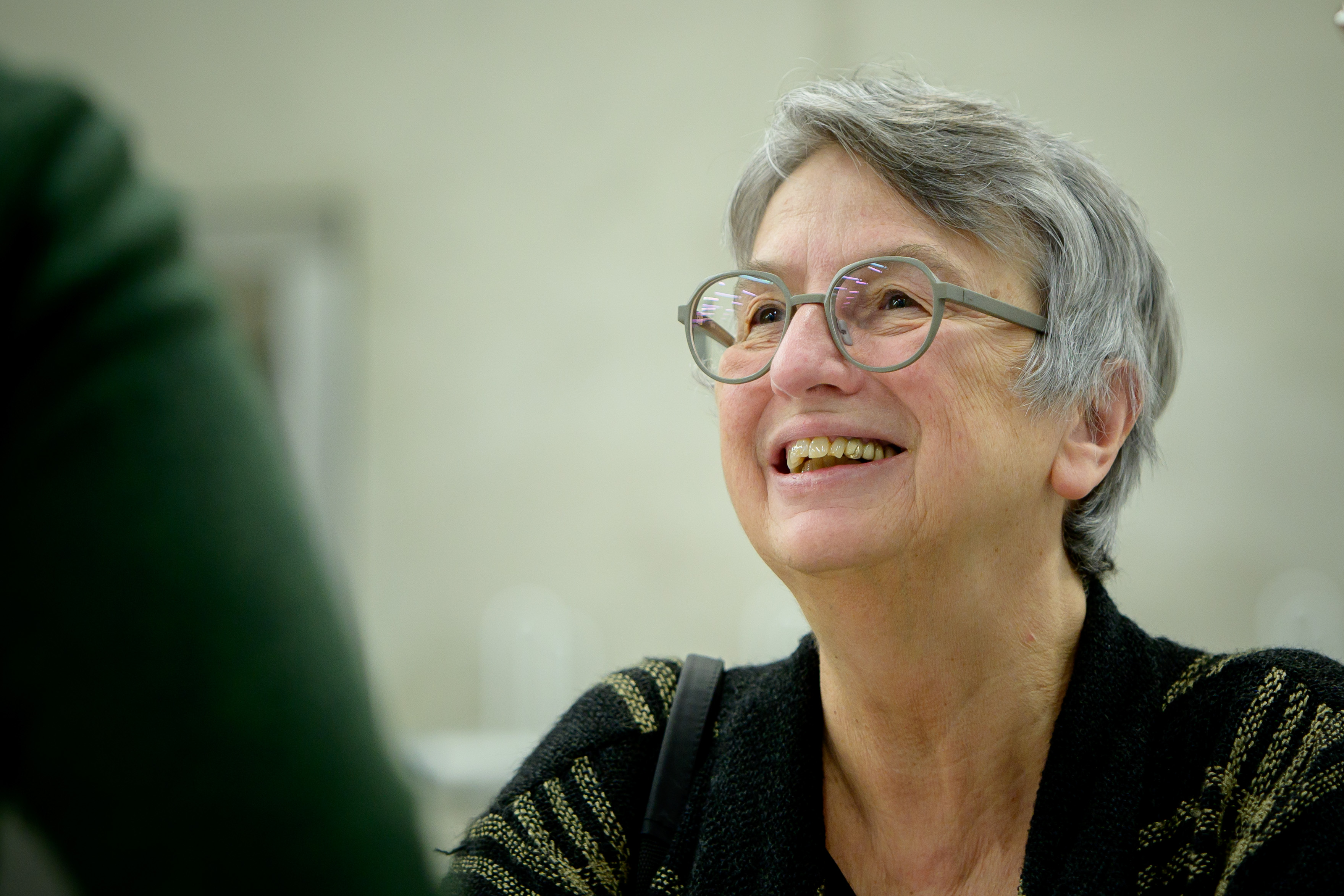
Gabriele Dietze (2020)

Gabriele Dietze (* 1951 in Wiesbaden) ist eine deutsche Kulturwissenschaftlerin, Hochschullehrerin, Gender-Theoretikerin, Essayistin und Autorin.

## Leben und Wirken
Gabriele Dietze studierte Philosophie, Germanistik und Soziologie an der Johann Wolfgang Goethe-Universität in Frankfurt am Main, an der sie 1977 als Literaturwissenschaftlerin mit ihrer Arbeit Das Moment der Sinnlichkeit bei der Genese bürgerlichen Selbstbewußtseins im deutschen Sturm und Drang den Magister artium in Neuerer Deutscher Philologie erwarb.
1979 veröffentlichte sie mit Die Überwindung der Sprachlosigkeit die erste deutsche Anthologie theoretischer Schriften aus der neuen Frauenbewegung. Von 1980 bis 1991 arbeitete sie als Cheflektorin des Rotbuch Verlags in Berlin. Von 1987 bis 2001 war sie Herausgeberin der Rotbuch-Krimireihe und wirkte als freischaffende Autorin, Essayistin und Literaturkritikerin.
1996 erfolgte die Promotion zum Dr. phil. mit der Dissertation Genre und Gender. Geschlechterverhältnisse im Amerikanischen Privatdetektivroman in Amerikanistik mit Schwerpunkt Cultural Studies am John-F.-Kennedy-Institut für Nordamerikastudien an der FU Berlin. 2003 hat sie sich an der Humboldt-Universität zu Berlin im Fach Amerikanistik mit der Arbeit Gerechtigkeit Verhandeln. Zur Konkurrenz von Race- und Gender-Emanzipationsdiskursen von Uncle Tom’s Cabin bis zum O.J. Simpson Prozess habilitiert.
Sie war an verschiedenen Universitäten als wissenschaftliche Mitarbeiterin, Privatdozentin und Gastprofessorin tätig, u. a. an der Columbia University in New York, als Max-Kade-Professorin für Germanistik an der University of Virginia, als mehrfache Harris-Gastprofessorin am Dartmouth College und als Bosch-Gastprofessorin an der University of Chicago, der Universität Basel und am Institut für Kulturwissenschaften der Humboldt-Universität zu Berlin. Sie hat in zahlreichen akademischen Forschungsprojekten mitgearbeitet.
Zu ihren Forschungsschwerpunkten zählen deutsche und amerikanische Literatur und Kultur sowie Fragen der Genderforschung. Sie verfasste zahlreiche Bücher und Aufsätze.
Für ihre Begriffe des Ethnosexismus und des Sexuellen Exzeptionalismus steht Gabriele Dietze in der Kritik, antifeministisch und homophob zu argumentieren.
Im akademischen Kontext wurde Gabriele Dietze 2017 an der Humboldt-Universität 2017 mit einer Verabschiedungskonferenz unter dem Titel ‚Hartgesotten hegemoniekritisch‘ geehrt.
In der Förderlinie ‚Originalitätsverdacht‘ von 2016/17 der Volkswagen-Stiftung wurde Gabriele zum Thema ‚Sexueller Exzeptionalismus‘ ein Forschungsstipendium zuerkannt, das zu der Monografie gleichen Namens führte. Ebenfalls von der VW-Stiftung erhielt Gabriele Dietze in der Förderlinie ‚Corona Crisis and Beyond‘ ein Forschungsstipendium zum Thema ‚Qurantäne-Kultur‘. Die Monografie dazu erschien 2025.

## Schriften

### Monografien
- Quarantäne-Kultur. Fiktionale Echoräume von Covid-19. Campus, Frankfurt/New York 2025, ISBN 978-3-5935-2144-2.
- Sexueller Exzeptionalismus. Überlegenheitsnarrative in Migrationsabwehr und Rechtspopulismus. Transcript, Bielefeld 2019, ISBN 978-3-8376-4708-2.
- Weiße Frauen in Bewegung. Genealogien und Konkurrenzen von Race- und Genderpolitiken. Transcript, Bielefeld 2013, ISBN 3-89942-517-0.
- Hardboiled woman. Geschlechterkrieg im amerikanischen Kriminalroman. Europäische Verlagsanstalt, Hamburg 1997, ISBN 3-434-50411-7.

In Ko-Autorenschaft:
- Gender als interdependente Kategorie. Neue Perspektiven auf Intersektionalität, Diversität und Heterogenität. G. D. in Ko-Autorschaft mit Katharina Walgenbach, Antje Hornscheidt und Kerstin Palm. Budrich, Opladen, Berlin, Toronto 2007 (2., durchgesehene Auflage, ISBN 978-3-86649-496-1).

In (Mit-)Herausgeberschaft: 
- Right-Wing Populism and Gender. European Perspectives and Beyond. Hrsg. von G. D. und Julia Roth. Transcript, Bielefeld 2020, ISBN 978-3-8376-4980-2.
- Kritik des Okzidentalismus. Transdisziplinäre Beiträge zu (Neo-)Orientalismus und Geschlecht. Hrsg. von Claudia Brunner, G. D., Edith Wenzel. Transcript, Bielefeld 2009, ISBN 978-3-8376-1124-3 (2. Auflage 2010).
- Gender Kontrovers. Grenzen einer Kategorie. Festschrift für Renate Hof. Hrsg. von G. D., Sabine Hark. Ulrike Helmer, München 2006, ISBN 978-3-89741-215-6.
- „Holy war“ and Gender. Violence in religious discourses / „Gotteskrieg“ und Geschlecht. Gewaltdiskurse in der Religion. Hrsg. von Christina von Braun, Ulrike Brunotte, G. D., Daniela Hrzàn, Gabriele Jähnert, Dagmar Pruin. Lit, Berlin 2006, ISBN 3-8258-8109-1.
- Weiß – Weißsein – whiteness. Kritische Studien zu Gender und Rassismus. Hrsg. von Martina Tissberger, G. D., Jana Husmann-Kastein, Daniela Hrzán. Lang, Frankfurt am Main u. a. 2006 (2., durchgesehene Auflage 2009, ISBN 978-3-631-57982-4).
- Multiple Persönlichkeit. Krankheit. Medium oder Metapher. Hrsg. und eingeleitet von Christina von Braun, G. D., Neue Kritik, Frankfurt 1999, ISBN 3-8015-0326-7.
- Todeszeichen. Freitod in Selbstzeugnissen. Gesammelt und eingeleitet von G. D., Luchterhand, Darmstadt 1981 (überarbeitete Neuauflage 1989, ISBN 3-472-61329-7).
- Die Überwindung der Sprachlosigkeit. Texte aus der neuen Frauenbewegung. Eingeleitet und herausgegeben von G. D., Luchterhand, Darmstadt 1979 (= Sammlung Luchterhand. Bd. 276), ISBN 3-472-61276-2 (2. Aufl. 1981, 3. Aufl. 1989).

### Aufsätze
- Ethnosexismus. Sex-Mob-Narrative um die Kölner Sylvesternacht. In: movements. Journal for Critical Migration and Border Regime Studies 2 (1), 2016.